# Tintin in njegove pustolovščine
Tintinove dogodivščine (francosko Les Aventures de Tintin) je serija komičnih stripov, ki jo je ustvaril belgijski pisatelj Hergé, s pravim imenom Georges Remi (1907–1983). Serija je sprva izšla v francoščini v otroškem dodatku belgijskega časopisa Le Vingtième Siècle. 
Junak stripov je Tintin, mlad belgijski časnikar in popotnik. V njegovih pustolovščinah ga zvesto spremlja psiček Švrk. Pozneje so se njegovim pustolovščinam pridružili še cinični in godrnjavi kapitan Haddock, nekoliko naglušni znanstvenik profesor Sončnica ter detektiva Petek in Svetek, ki sta vedno bolj v zgago kot v pomoč.
Večino stripov sta v slovenščino prevedla Slavica Jesenovec Petrović in Borut Petrović Jesenovec.

## Seznam naslovov
Sledi štiriindvajset kanoničnih stripovskih zvezkov o Tintinu z naslovi v slovenščini. Datumi objave se nanašajo na izvirne različice v francoskem jeziku.
| Številka zvezka | Slovenski naslov                  | Objava              | Zvezek (črno-bel) | Zvezek (barven) | Opombe |
| --------------- | --------------------------------- | ------------------- | ----------------- | --------------- | --- |
| 1               | Tintin v Sovjetski zvezi          | 1929–1930           | 1930              | 2017            | Hergé je preprečil ponovno objavo te knjige do leta 1973. Od leta 2017 je na voljo tudi v barvni obliki.                         |
| 2               | Tintin v Kongu                    | 1930–1931           | 1931              | 1946            | Ponovno objavljeno v barvah in v fiksnem formatu na 62 straneh. 10. knjiga je bila prva, ki je bila prvotno objavljena v barvah. |
| 3               | Tintin v Ameriki                  | 1931–1932           | 1932              | 1945            | Ponovno objavljeno v barvah in v fiksnem formatu na 62 straneh. 10. knjiga je bila prva, ki je bila prvotno objavljena v barvah. |
| 4               | Faraonove cigare                  | 1932–1934           | 1934              | 1955            | Ponovno objavljeno v barvah in v fiksnem formatu na 62 straneh. 10. knjiga je bila prva, ki je bila prvotno objavljena v barvah. |
| 5               | Sinji lotos                       | 1934–1935           | 1936              | 1946            | Ponovno objavljeno v barvah in v fiksnem formatu na 62 straneh. 10. knjiga je bila prva, ki je bila prvotno objavljena v barvah. |
| 6               | Odlomljeno uho                    | 1935–1937           | 1937              | 1943            | Ponovno objavljeno v barvah in v fiksnem formatu na 62 straneh. 10. knjiga je bila prva, ki je bila prvotno objavljena v barvah. |
| 7               | Črni otok                         | 1937–1938           | 1938              | 1943, 1966      | Ponovno objavljeno v barvah in v fiksnem formatu na 62 straneh. 10. knjiga je bila prva, ki je bila prvotno objavljena v barvah. |
| 8               | Otokarjevo žezlo                  | 1938–1939           | 1939              | 1947            | Ponovno objavljeno v barvah in v fiksnem formatu na 62 straneh. 10. knjiga je bila prva, ki je bila prvotno objavljena v barvah. |
| 9               | Zlati rakci                       | 1940–1941           | 1941              | 1943            | Ponovno objavljeno v barvah in v fiksnem formatu na 62 straneh. 10. knjiga je bila prva, ki je bila prvotno objavljena v barvah. |
| 10              | Skrivnostna zvezda                | 1941–1942           |                   | 1942            | Ponovno objavljeno v barvah in v fiksnem formatu na 62 straneh. 10. knjiga je bila prva, ki je bila prvotno objavljena v barvah. |
| 11              | Samorogova skrivnost              | 1942–1943           |                   | 1943            | Knjige od 11 do 15 predstavljajo Hergéjevo vmesno obdobje, zaznamovano z vojno in menjavo sodelavcev.                            |
| 12              | Zaklad Rackhmana rdečega          | 1943                |                   | 1944            | Knjige od 11 do 15 predstavljajo Hergéjevo vmesno obdobje, zaznamovano z vojno in menjavo sodelavcev.                            |
| 13              | Sedem kristalnih krogel           | 1943–1946           |                   | 1948            | Knjige od 11 do 15 predstavljajo Hergéjevo vmesno obdobje, zaznamovano z vojno in menjavo sodelavcev.                            |
| 14              | Sončev tempelj                    | 1946–1948           |                   | 1949            | Knjige od 11 do 15 predstavljajo Hergéjevo vmesno obdobje, zaznamovano z vojno in menjavo sodelavcev.                            |
| 15              | Tintin v deželi črnega zlata      | 1939-1940 1948–1950 |                   | 1950, 1971      | Knjige od 11 do 15 predstavljajo Hergéjevo vmesno obdobje, zaznamovano z vojno in menjavo sodelavcev.                            |
| 16              | Odprava na Luno                   | 1950–1952           |                   | 1953            | Knjige od 16 do 23 (in popravljene izdaje knjig 4, 7 in 15) so delo studia Hergé.                                                |
| 17              | Pristanek na Luni                 | 1952–1953           |                   | 1954            | Knjige od 16 do 23 (in popravljene izdaje knjig 4, 7 in 15) so delo studia Hergé.                                                |
| 18              | Zadeva Sončnica                   | 1954–1956           |                   | 1956            | Knjige od 16 do 23 (in popravljene izdaje knjig 4, 7 in 15) so delo studia Hergé.                                                |
| 19              | Koks na krovu                     | 1956–1958           |                   | 1958            | Knjige od 16 do 23 (in popravljene izdaje knjig 4, 7 in 15) so delo studia Hergé.                                                |
| 20              | Tintin v Tibetu                   | 1958–1959           |                   | 1960            | Knjige od 16 do 23 (in popravljene izdaje knjig 4, 7 in 15) so delo studia Hergé.                                                |
| 21              | Primadonini dragulji              | 1961–1962           |                   | 1963            | Knjige od 16 do 23 (in popravljene izdaje knjig 4, 7 in 15) so delo studia Hergé.                                                |
| 22              | Let 714 za Sydney                 | 1966–1967           |                   | 1968            | Knjige od 16 do 23 (in popravljene izdaje knjig 4, 7 in 15) so delo studia Hergé.                                                |
| 23              | Tintin in gverilci                | 1975–1976           |                   | 1976            | Knjige od 16 do 23 (in popravljene izdaje knjig 4, 7 in 15) so delo studia Hergé.                                                |
| 24              | Tintin v Alph-Art (ni še prevoda) | 1986                |                   | 2004            | Hergéjeva nedokončana knjiga, izdana posthumno.                                                                                  |

V nadaljevanju so dvojni zvezki z nadaljevanjem zgodbe:
- Faraonove cigare (št. 4) & Sinji lotos (št. 5)
- Samorogove skrivnosti (št. 11) & Zaklad Rackhmana rdečega (št. 12)
- Sedem kristalnih krogel (št. 13) & Sončev tempelj (št. 14)
- Odprava na Luno (št. 16) & Pristanek na Luni (št. 17)

Hergé je poskusil in nato opustil strip Le Thermozéro (1958). Izven serije Tintin je leta 1972 izšel 48-stranski stripovski zvezek Tintin in jezero morskih psov, ki ga je Hergé nadzoroval (ne pa tudi napisal) in je temeljil na filmu Tintin in jezero morskih psov.